# 고태보
고태보(高泰保, 1939년 7월 25일~?)는 대한민국의 농학자이다. 국제 고려학회 과학기술부회 위원장을 역임했으며, 아시아에 위치한 중국, 러시아, 조선민주주의인민공화국의 식량문제 해결 연구 및 육종학에 관련한 연구를 했다.

## 가족
- 아버지: 고권삼